# Satellite Awards 2016
Satellite Awards 2016 var den 20:e upplagan av Satellite Awards som hölls den 21 februari 2016 och belönade insatser i filmer och TV-produktioner från 2015.

## Vinnare och nominerade
Vinnarna listas i fetstil.

### Filmer
| Bästa film | Bästa regi |
| --- | --- |
| Spotlight - The Big Short - Black Mass - Brooklyn - Carol - The Martian - The Revenant - Room - Sicario - Spionernas bro | Tom McCarthy – Spotlight - Lenny Abrahamson – Room - Tom Hooper – The Danish Girl - Alejandro González Iñárritu – The Revenant - Ridley Scott – The Martian - Steven Spielberg – Spionernas bro |
| Bästa manliga huvudroll | Bästa kvinnliga huvudroll |
| Leonardo DiCaprio – The Revenant - Matt Damon – The Martian - Johnny Depp – Black Mass - Michael Fassbender – Steve Jobs - Tom Hardy – Legend - Eddie Redmayne – The Danish Girl - Will Smith – Concussion | Saoirse Ronan – Brooklyn - Cate Blanchett – Carol - Blythe Danner – I'll See You in My Dreams - Brie Larson – Room - Carey Mulligan – Suffragette - Charlotte Rampling – 45 år |
| Bästa manliga biroll | Bästa kvinnliga biroll |
| Christian Bale – The Big Short - Paul Dano – Love & Mercy - Michael Keaton – Spotlight - Mark Ruffalo – Spotlight - Sylvester Stallone – Creed - Benicio Del Toro – Sicario | Alicia Vikander – The Danish Girl - Elizabeth Banks – Love & Mercy - Jane Fonda – Youth - Rooney Mara – Carol - Rachel McAdams – Spotlight - Kate Winslet – Steve Jobs |
| Bästa originalmanus | Bästa manus efter förlaga |
| Spotlight – Josh Singer och Tom McCarthy - Insidan ut – Pete Docter, Meg LeFauve och Josh Cooley - Love & Mercy – Michael A. Lerner och Oren Moverman - Spionernas bro – Matt Charman, Ethan Coen och Joel Coen - Straight Outta Compton – Andrea Berloff och Jonathan Herman - Suffragette – Abi Morgan | Steve Jobs – Aaron Sorkin - Black Mass – Mark Mallouk och Jez Butterworth - The Danish Girl – Lucinda Coxon - The Martian – Drew Goddard - The Revenant – Alejandro González Iñárritu och Mark L. Smith - Room – Emma Donoghue |
| Bästa animerade film eller multimediafilm | Bästa icke-engelskspråkiga film |
| Insidan ut - Anomalisa - Den gode dinosaurien - Fåret Shaun - Filmen - Profeten - Snobben: The Peanuts Movie | Ungern – Sauls son - Belgien – Det helt nya testamentet - Brasilien – Den andra mamman - Frankrike – Mustang - Kroatien – The High Sun - Sverige – En duva satt på en gren och funderade på tillvaron - Sydkorea – Sado - Taiwan – The Assassin - Tyskland – En labyrint av lögner - Österrike – Goodnight Mommy |
| Bästa dokumentär | Bästa foto |
| Amy The Look of Silence - Becoming Bulletproof - Best of Enemies - Cartel Land - Drunk Stoned Brilliant Dead: The Story of the National Lampoon - Fångade av scientologin - He Named Me Malala - The Hunting Ground - Where to Invade Next | Mad Max: Fury Road − John Seale - The Martian − Dariusz Wolski - The Revenant − Emmanuel Lubezki - Sicario − Roger Deakins - Spectre − Hoyte van Hoytema - Spionernas bro − Janusz Kaminski |
| Bästa filmmusik | Bästa sång |
| Carol − Carter Burwell - The Danish Girl − Alexandre Desplat - Insidan ut − Michael Giacchino - The Martian − Harry Gregson-Williams - Spectre − Thomas Newman - Spotlight − Howard Shore | "Til It Happens to You" − The Hunting Ground - "Cold One" − Ricki and the Flash - "Love Me Like You Do" − Fifty Shades of Grey - "One Kind of Love" − Love & Mercy - "See You Again" − Fast & Furious 7 - "Writing's on the Wall" − Spectre |
| Bästa specialeffekter | Bästa scenografi |
| The Walk − Jim Gibbs, Kevin Baillie, Sébastien Moreau och Viktor Muller - Everest − Dadi Einarsson, Glen Pratt, Matthias Bjarnason och Richard Van Den Bergh - Jurassic World − Glen McIntosh, Michael Meinardus, Tim Alexander och Tony Plett - Mad Max: Fury Road − Andrew Jackson, Andy Williams, Dan Oliver och Tom Wood - The Martian − Anders Langlands, Chris Lawrence, Richard Stammers och Steven Warner - Spectre − Chris Corbould och Steven Begg | Spionernas bro − Adam Stockhausen - Berättelsen om Askungen − Dante Ferretti - The Danish Girl − Eve Stewart - Macbeth − Fiona Crombie - Mad Max: Fury Road − Colin Gibson - Spectre − Dennis Gassner |
| Bästa klippning | Bästa ljud |
| Sicario − Joe Walker - Carol − Affonso Gonçalves - The Martian − Pietro Scalia - Spectre − Lee Smith - Spionernas bro − Michael Kahn - Steve Jobs − Elliot Graham | The Martian − Mac Ruth, Mark Taylor, Oliver Tarney och Paul Massey - Insidan ut − Doc Kane, Michael Semanick, Ren Klyce, Shannon Mills och Tom Johnson - Jurassic World − Al Nelson, Christopher Boyes, Gwendolyn Yates Whittle, Kirk Francis och Pete Horner - Mad Max: Fury Road − Ben Osmo, Chris Jenkins, David White, Gregg Rudloff, Mark A. Mangini och Scott Hecker - Sicario − Alan Robert Murray, John T. Reitz, Tom Ozanich och William Sarokin - Spectre − Gregg Rudloff, Karen Baker Landers, Per Hallberg, Scott Millan och Stuart Wilson |
| Bästa kostym | Bästa rollbesättning i en film |
| The Assassin − Wen-Ying Huang - Berättelsen om Askungen − Sandy Powell - The Danish Girl − Paco Delgado - Far from the Madding Crowd − Janet Patterson - Macbeth − Jacqueline Durran - Sado − Hyun-seob Shim | Spotlight |

### Television
| Bästa TV-serie – drama | Bästa TV-serie – musikal eller komedi |
| --- | --- |
| Better Call Saul - American Crime - Bloodline - Deutschland 83 - Fargo - Mr. Robot - Narcos - Ray Donovan | Silicon Valley - Brooklyn Nine-Nine - Jane the Virgin - Sex&Drugs&Rock&Roll - The Spoils Before Dying - Unbreakable Kimmy Schmidt - Veep                                                                                    |
| Bästa miniserie | Bästa TV-film |
| Flesh and Bone - The Book of Negroes - Saints & Strangers - Show Me a Hero - Wolf Hall | Stockholm, Pennsylvania - Bessie - Killing Jesus - Nightingale |
| Bästa TV-serie – genre | |
| The Walking Dead - American Horror Story: Hotel - Game of Thrones - Humans - Into the Badlands - Jonathan Strange & Mr Norrell - The Leftovers - Orphan Black - Penny Dreadful                                        | |
| Bästa manliga huvudroll i en TV-serie – drama | Bästa kvinnliga huvudroll i en TV-serie – drama |
| Dominic West − The Affair - Kyle Chandler − Bloodline - Timothy Hutton − American Crime - Rami Malek − Mr. Robot - Bob Odenkirk − Better Call Saul - Liev Schreiber − Ray Donovan                                     | Claire Danes − Homeland - Kirsten Dunst − Fargo - Lady Gaga − American Horror Story: Hotel - Taraji P. Henson − Empire - Felicity Huffman − American Crime - Tatiana Maslany − Orphan Black - Robin Wright − House of Cards |
| Bästa manliga huvudroll i en TV-serie – musikal eller komedi | Bästa kvinnliga huvudroll i en TV-serie – musikal eller komedi |
| Jeffrey Tambor − Transparent - Louis C.K. − Louie - Will Forte − The Last Man on Earth - Colin Hanks − Life in Pieces - Chris Messina − The Mindy Project - Thomas Middleditch − Silicon Valley                       | Taylor Schilling − Orange Is the New Black - Jamie Lee Curtis − Scream Queens - Julia Louis-Dreyfus − Veep - Amy Poehler − Parks and Recreation - Gina Rodriguez − Jane the Virgin - Lily Tomlin − Grace and Frankie        |
| Bästa manliga huvudroll i en miniserie eller TV-film | Bästa kvinnliga huvudroll i en miniserie eller TV-film |
| Mark Rylance − Wolf Hall - Martin Clunes − Arthur & George - Michael Gambon − The Casual Vacancy - Oscar Isaac − Show Me a Hero - Damian Lewis − Wolf Hall - Ben Mendelsohn − Bloodline - David Oyelowo − Nightingale | Sarah Hay − Flesh and Bone - Samantha Bond − Home Fires - Aunjanue Ellis − The Book of Negroes - Claire Foy − Wolf Hall - Queen Latifah − Bessie - Cynthia Nixon − Stockholm, Pennsylvania                                  |
| Bästa manliga biroll i en TV-serie, miniserie eller TV-film | Bästa kvinnliga biroll i en TV-serie, miniserie eller TV-film |
| Christian Slater − Mr. Robot - Jonathan Banks − Better Call Saul - Peter Dinklage − Game of Thrones - Elvis Nolasco − American Crime - Michael Kenneth Williams − Bessie                                              | Rhea Seehorn − Better Call Saul - Catherine Keener − Show Me a Hero - Regina King − American Crime - Helen McCrory − Penny Dreadful - Mo'Nique − Bessie - Julie Walters − Indian Summers                                    |
| Bästa rollbesättning i en TV-serie | |
| - American Crime | |